# Prelatura territorial de Bocas del Toro
La prelatura territorial de Bocas del Toro (en latín: Praelatura Territorialis Buccae Taurinae) es una circunscripción eclesiástica de la Iglesia católica en Panamá. Se trata de una prelatura territorial latina, sufragánea de la arquidiócesis de Panamá. Desde el 1 de mayo de 2008 su prelado es Aníbal Saldaña Santamaría, de la Orden de Agustinos Recoletos.

## Territorio y organización
La prelatura territorial tiene 8115 km² y extiende su jurisdicción sobre los fieles católicos de rito latino residentes en la provincia de Bocas del Toro, la comarca Naso Tjër Di y la comarca Ngäbe-Buglé (excepto los distritos de Besikó, Mironó, Nole Duima y Müna).
La sede de la prelatura territorial se encuentra en la ciudad de Bocas del Toro, en donde se halla la Catedral de Nuestra Señora del Carmen.
En 2021 en la prelatura territorial existían 7 parroquias.

## Historia
La prelatura territorial fue erigida el 17 de octubre de 1962 con la bula Novae Ecclesiae del papa Juan XXIII, obteniendo el territorio de la diócesis de David.

## Estadísticas
Según el Anuario Pontificio 2022 la prelatura territorial tenía a fines de 2021 un total de 101 120 fieles bautizados.
| Año                                                                             | Población            | Población | Población      | Sacerdotes | Sacerdotes    | Sacerdotes    | Bautizados por sacerdote | Diáconos permanentes | Religiosos | Religiosos | Parroquias |
| Año                                                                             | Bautizados católicos | Total     | % de católicos | Total      | Clero secular | Clero regular | Bautizados por sacerdote | Diáconos permanentes | Varones    | Mujeres    | Parroquias |
| ------------------------------------------------------------------------------- | -------------------- | --------- | -------------- | ---------- | ------------- | ------------- | ------------------------ | -------------------- | ---------- | ---------- | ---------- |
| 1965                                                                            | 18 000               | 38 000    | 47.4           | 7          |               | 7             | 2571                     |                      |            | 17         | 3          |
| 1970                                                                            | 21 500               | 40 776    | 52.7           | 10         |               | 10            | 2150                     |                      | 10         | 17         | 4          |
| 1976                                                                            | 23 000               | 45 000    | 51.1           | 11         |               | 11            | 2090                     |                      | 12         | 14         | 4          |
| 1980                                                                            | 25 300               | 55 500    | 45.6           | 10         |               | 10            | 2530                     |                      | 11         | 14         | 4          |
| 1990                                                                            | 29 900               | 64 700    | 46.2           | 10         |               | 10            | 2990                     |                      | 11         | 13         | 4          |
| 1999                                                                            | 50 300               | 100 700   | 50.0           | 12         |               | 12            | 4191                     |                      | 12         | 9          | 4          |
| 2000                                                                            | 50 800               | 101 700   | 50.0           | 12         |               | 12            | 4233                     |                      | 12         | 9          | 4          |
| 2001                                                                            | 60 000               | 123 567   | 48.6           | 12         |               | 12            | 5;000                    |                      | 12         | 9          | 4          |
| 2002                                                                            | 60 000               | 123 567   | 48.6           | 12         |               | 12            | 5000                     |                      | 12         | 9          | 5          |
| 2003                                                                            | 62 000               | 124 000   | 50.0           | 12         |               | 12            | 5166                     |                      | 12         | 9          | 5          |
| 2004                                                                            | 62 000               | 124 000   | 50.0           | 11         |               | 11            | 5636                     |                      | 11         | 9          | 5          |
| 2013                                                                            | 70 400               | 140 300   | 50.2           | 11         |               | 11            | 6400                     |                      | 15         | 4          | 5          |
| 2016                                                                            | 91 872               | 172 694   | 53.2           | 14         | 1             | 13            | 6562                     |                      | 14         | 4          | 6          |
| 2019                                                                            | 98 340               | 184 870   | 53.2           | 17         | 2             | 15            | 5784                     |                      | 15         | 5          | 7          |
| 2021                                                                            | 101 120              | 190 170   | 53.2           | 14         | 1             | 13            | 7222                     |                      | 13         | 4          | 7          |
| Fuente: Catholic-Hierarchy, que a su vez toma los datos del Anuario Pontificio. |                      |           |                |            |               |               |                          |                      |            |            |            |

## Episcopologio
- Martín Legarra Tellechea, O.A.R. † (6 de noviembre de 1963-3 de abril de 1969 nombrado obispo de Santiago de Veraguas)[3]
- José Agustín Ganuza García, O.A.R. (12 de marzo de 1970-1 de mayo de 2008 retirado)[4]
- Aníbal Saldaña Santamaría, O.A.R., desde el 1 de mayo de 2008[5]